# Portugal International 2011
Die Portugal International 2011 fanden vom 28. April bis zum 1. Mai 2011 im Centro de Alto Rendimento de Badminton in Caldas da Rainha statt. Es war die 46. Auflage dieser internationalen Titelkämpfe von Portugal im Badminton. Das Preisgeld betrug 5.000 US-Dollar und das Turnier wurde damit in das BWF-Level 4B eingeordnet. Der Referee war Marcel Schormans aus den Niederlanden. Hauptsponsor und Namensgeber des Turniers war VICTOR.

## Sieger und Platzierte
| Disziplin    | Gold                              | Silber                            | Bronze                             |
| ------------ | --------------------------------- | --------------------------------- | ---------------------------------- |
| Herreneinzel | Sven Eric Kastens                 | Lukas Schmidt                     | Thomas Rouxel                      |
| Herreneinzel | Sven Eric Kastens                 | Lukas Schmidt                     | Flemming Quach                     |
| Dameneinzel  | Sashina Vignes Waran              | Atu Rosalina                      | Anu Nieminen                       |
| Dameneinzel  | Sashina Vignes Waran              | Atu Rosalina                      | Beatriz Corrales                   |
| Herrendoppel | Niclas Nøhr Mads Pedersen         | Mats Bue Anders Skaarup Rasmussen | Peter Mørk Mark Philllip Winther   |
| Herrendoppel | Niclas Nøhr Mads Pedersen         | Mats Bue Anders Skaarup Rasmussen | Martin Campbell Angus Gilmour      |
| Damendoppel  | Alexandra Langley Lauren Smith    | Helen Davies Alyssa Lim           | Johanna Goliszewski Carla Nelte    |
| Damendoppel  | Alexandra Langley Lauren Smith    | Helen Davies Alyssa Lim           | Jessica Fletcher Sarah Milne       |
| Mixed        | Robin Middleton Alexandra Langley | Ben Stawski Lauren Smith          | Niclas Nøhr Lena Grebak            |
| Mixed        | Robin Middleton Alexandra Langley | Ben Stawski Lauren Smith          | Peter Käsbauer Johanna Goliszewski |

## Finalergebnisse
| Disziplin    | Sieger                            | Finalist                          | Ergebnis          |
| ------------ | --------------------------------- | --------------------------------- | ----------------- |
| Herreneinzel | Sven Eric Kastens                 | Lukas Schmidt                     | 15:21 21:18 21:11 |
| Dameneinzel  | Sashina Vignes Waran              | Atu Rosalina                      | 21:11 21:15       |
| Herrendoppel | Niclas Nøhr Mads Pedersen         | Mats Bue Anders Skaarup Rasmussen | 28:26 16:21 21:17 |
| Damendoppel  | Alexandra Langley Lauren Smith    | Helen Davies Alyssa Lim           | 14:21 21:14 21:17 |
| Mixed        | Robin Middleton Alexandra Langley | Ben Stawski Lauren Smith          | 25:23 21:19       |